# Atmosphère technique

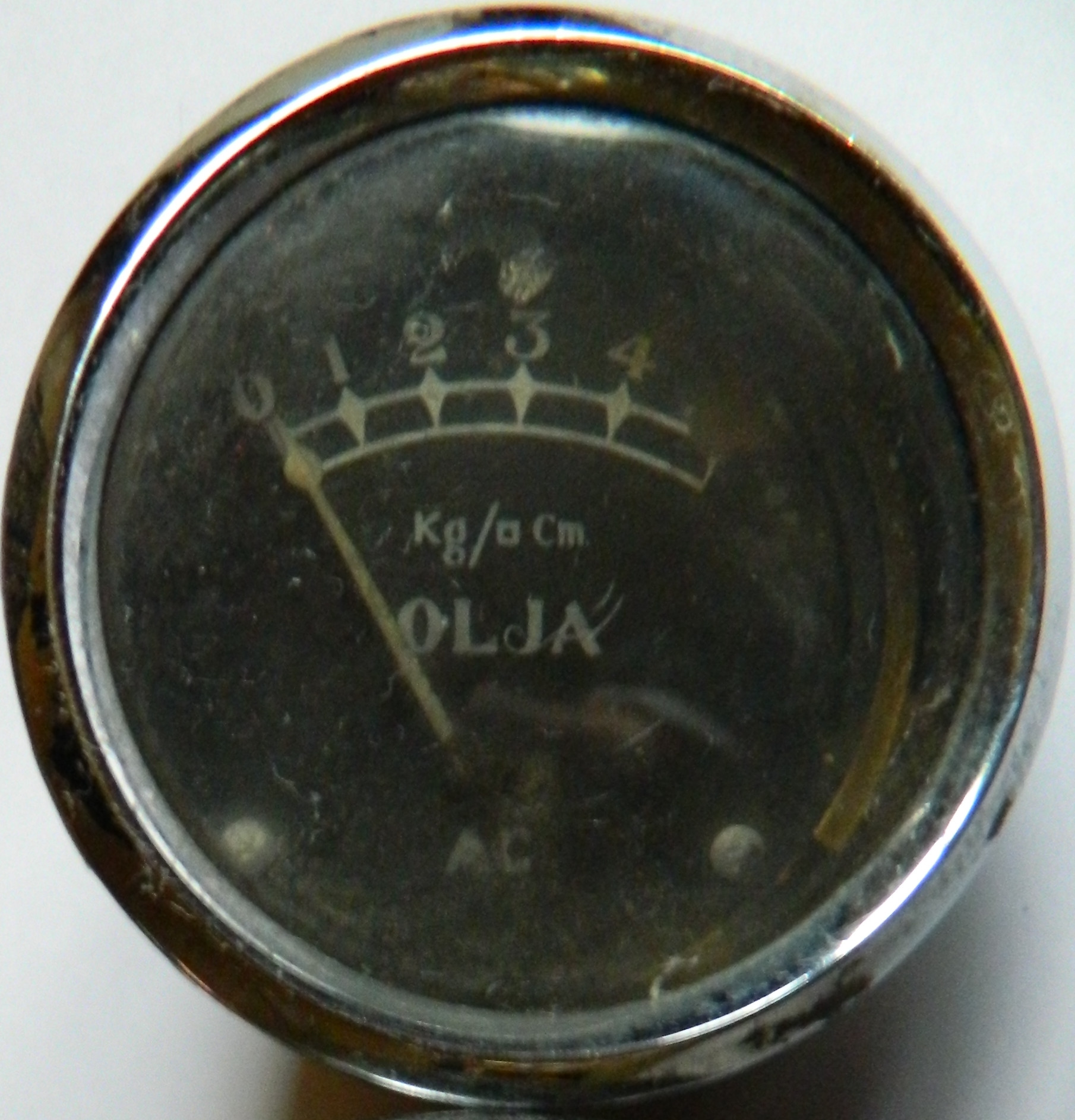
kg/cm sur une jauge de pression.

Pour les articles homonymes, voir ATA.
L'atmosphère technique (symbole at) est une ancienne unité de pression, définie comme la force exercée par un kilogramme sur une surface de un centimètre carré : 1 atmosphère technique = 1 kilogramme-force par centimètre carré (kgf/cm2).
Cela correspond à la pression exercée par une colonne d'eau de 10 mètres.
On a : 1 at = 98 066,5 Pa (valeur exacte) = 0,980 665 bar.
On trouve également l'abréviation ATA, abréviation allemande de mesure de pression signifiant Atmosphäre, Technische, Absolut. On rencontre fréquemment cette unité de mesure au sujet de machines de conception allemande, notamment sur les indicateurs de pression d'admission d'un moteur.